# 麥康尼科 (亞利桑那州)
麥康尼科（英語：McConnico）是位於美國亞利桑那州莫哈維縣的一個人口普查指定地區。根據2010年美國人口普查，該地共人口500人，而該地的面積約為17.00平方千米。

## 地理
麥康尼科的座標為35°09′49″N 114°05′23″W / 35.16361°N 114.08972°W，而該地最高點為海拔高度935米（即3068英尺）。